# Cunpin
Cunpin es una localidad peruana ubicada en el distrito de Manás, perteneciente a la provincia de Cajatambo del departamento de Lima, al centro oeste del Perú. 

## Ubicación
Cunpin se ubica al suroeste de la provincia de Cajatambo, en el distrito de Manás, en el departamento de Lima.

## Demografía
En 2017 Cunpin tenía una población de 2 habitantes y 4 viviendas.